# 경기평생교육학습관
경기평생교육학습관은 경기도 수원시 권선구 권선동 소재의 도서관이다.

## 이용 안내
이용 시간
휴관일
- 매주 월요일 (단, 평생교육프로그램은 운영)
- 관공서의 공휴일 (단, 일요일은 개관하되 다른 공휴일과 겹치는 경우 휴관)
- 관장이 자료의 정리 , 보수공사 , 장서점검 및 기타의 사유로 휴관이 필요하다고 인정하는 날